# Prototypteori
Prototypteori är en modell för graderad kategorisering inom kognitionsvetenskapen, där vissa element i en kategori anses mer centrala än andra. Om en person exempelvis ombedes nämna ett exempel på "möbel" fås svaret "stol" betydligt oftare än exempelvis "pall".
Prototypteori spelar även en central roll inom lingvistiken som del av mappningen mellan fonologi och semantik.
Teorin, sådan den formulerades på 1970-talet av Eleanor Rosch med flera, var en radikalt avsteg från tidigare "nödvändiga och tillräckliga villkor" som formulerats i Aristoteles logik, vilket ledde till mängd-teoretiska angreppssätt på semantikämnet. Istället för en definitionsbaserad modell, det vill säga att en fågel är de element som uppfyller kraven "har fjädrar", "har näbb" och "kan flyga" skulle prototypteorin istället säga att fåglar är en mängd icke-jämlika objekt - en gråsparv är en mer prototypisk fågel än en pingvin.

## Kognitiv representation av semantiska kategorier
I sitt arbete Cognitive Representation of Semantic Categories (J Experimental Psychology v. 104:192-233) från 1975 bad Eleanor Rosch 200 amerikanska collegestudenter sätta ett betyg mellan 1 och 7 på hur gott exempel på "möbel" ett antal objekt var, med följande resultat:
1 stol
1 soffa
...
6 gungstol
...
12 skrivbord
13 säng
...
22 bokhylla
27 skåp
29 bänk
...
45 matta
46 kudde
47 papperskorg
49 symaskin
50 spis
54 kylskåp
60 telefon
Även om den exakta rankingen må variera från en kultur till en annan kan man anta att liknande tendenser med stor sannolikhet förekommer i alla kulturer. Andra indicier för att vissa element i en kategori ligger "närmare till hands" än andra kan fås genom experiment som inbegriper:
1. Svarstider: om man frågar om ett prototypiskt element ingår i en mängd (till exempel är gråsparven en fågel) ger det snabbare svar än om man frågar om icke-prototypiska element.
2. Priming: Om man visar upp ett två ord och ber betraktaren avgöra om det är samma ord går det snabbare när orden är för sammanhanget prototypiska element, exempelvis går det snabbare att detektera stol - stol än spis - spis.
3. Exempel: När försökspersonen ombeds nämna ett par exempel i en kategori kommer prototypiska element upp mer ofta.